# 入江春彦
入江 春彦（いりえ はるひこ、1915年(大正4年)10月21日 - 1999年(平成11年)9月26日）は、日本の海洋生物学者。農学博士。専門は端脚類の分類。東京帝国大学農学部卒業。長崎大学名誉教授。元日本プランクトン学会長。勲三等旭日中綬章受賞。

## 概要
長崎県大村湾の調査、対馬暖流開発調査、日本湾岸水域の基礎生産力調査、国際黒潮調査(CSK)など日本国内外の研究調査に幅広く参画。特に1965年前後に大村湾において大規模に出現した赤潮発生機構の解明、被害調査に従事し、日本の赤潮研究で指導的な役割を果たした。

## 来歴
- 1915年(大正4年)　千葉県に生まれる。
- 1933年(昭和8年)　旧制千葉県立佐倉中学校(現在の千葉県立佐倉高等学校)卒業。
- 旧制静岡高等学校(後の静岡大学一般教養部)理科を卒業。
- 1941年(昭和16年)　東京帝国大学農学部水産学科(現在の東京大学農学部応用生命科学課程水圏生物科学専修)卒業。
- 日本水産、九州大学農学部に勤務。
- 1950年(昭和25年) 発足間も無い長崎大学水産学部に赴任。
- 1959年(昭和34年) 九州大学から農学博士の学位を授与される。
- 1981年(昭和56年) 長崎大学退官。
- 1989年(平成元年)5月11日 勲三等旭日中綬章受章。
- 1999年（平成11年） 膵臓癌のため死去[1]。

## 博士論文
- 論文タイトル：『日本近海産浮遊性端脚類に関する研究』。
- 学位授与大学：九州大学。
- 取得学位：農学博士。
- 学位授与年月日：1959年1月28日。

## 著書

### 共著
- 『日本の赤潮生物』内田老鶴圃